# Нтахондерейе, Жоашим
Жоашим Нтахондерейе (рунди Joachim Ntahondereye, 8 мая 1952 года, Бурунди) — католический прелат, епископ Муйинги с 14 декабря 2002 года.

## Биография
16 ноября 1980 года Жоашим Нтахондерейе был рукоположён в священника.
14 декабря 2002 года Римский папа Иоанн Павел II назначил Жоашимма Нтахондерейе епископом Муйинги. 1 марта 2003 года состоялось рукоположение Жоашима Нтахондерейе в епископа, которое совершил архиепископ Гитеги Симон Нтамвана в сослужении с Руйиги Жозе Ндухирубусой и епископом Муйинги Рожером Мпунгу.